# TT Assen 1978
De TT van Assen 1978 was de zesde race van het wereldkampioenschap wegrace-seizoen 1978. De race werd verreden op 24 juni 1978 op het TT-Circuit Assen nabij Assen, Nederland.

## Algemeen
Er gingen al langer geruchten dat Wil Hartog voor de TT van Assen en de GP van België een "oude" fabrieks-Suzuki zou krijgen, maar door het zware ongeval van Pat Hennen tijdens de Isle of Man TT kwam nu een 1978'er Heron-Suzuki ter beschikking. Eugenio Lazzarini had een goed weekend: Hij won de 125cc-race en met de Van Veen-Kreidler van de gestopte Herbert Rittberger ook de 50cc-race.

## 500 cc
Met de fabrieks- Heron-Suzuki vertrok Wil Hartog vanaf de derde startrij als snelste in zijn thuiswedstrijd. Hij hield het twee ronden vol, maar miste de bocht bij de Bedeldijk en hij werd gepasseerd door Barry Sheene, Kenny Roberts en Takazumi Katayama. Johnny Cecotto wist bij deze kopgroep aansluiting te vinden. Hoewel de koppositie enkele malen wisselde moesten een paar man uiteindelijk afhaken: Katayama door overlopende vlotterkamers en Sheene met bandenproblemen. Teamgenoten Cecotto en Roberts reden zo naar de finish en Cecotto won met 0,1 seconde voorsprong. Barry Sheene wist nog derde te worden, Wil Hartog werd vijfde.

### Uitslag
| Pos | Coureur            | Merk   | Tijd      | Grid | Punten |
| --- | ------------------ | ------ | --------- | ---- | ------ |
| 1   | Johnny Cecotto     | Yamaha | 48' 17" 1 | 1e   | 15     |
| 2   | Kenny Roberts      | Yamaha | +0" 1     | 3e   | 12     |
| 3   | Barry Sheene       | Suzuki | +3" 1     | 2e   | 10     |
| 4   | Takazumi Katayama  | Yamaha | +13" 2    | 4e   | 8      |
| 5   | Wil Hartog         | Suzuki | +36" 1    | 8e   | 6      |
| 6   | Michel Rougerie    | Suzuki | +43" 4    | 7e   | 5      |
| 7   | John Newbold       | Suzuki | +43" 6    | 10e  | 4      |
| 8   | Boet van Dulmen    | Suzuki | +45" 2    | 5e   | 3      |
| 9   | Steve Baker        | Suzuki |           | 6e   | 2      |
| 10  | Steve Parrish      | Suzuki |           | 23e  | 1      |
| 11  | Philippe Coulon    | Suzuki |           | 15e  |        |
| 12  | Teuvo Länsivuori   | Suzuki |           | 11e  |        |
| 13  | Gianfranco Bonera  | Suzuki |           | 9e   |        |
| 14  | Alex George        | Suzuki |           | 12e  |        |
| 15  | Jack Middelburg    | Suzuki |           | 19e  |        |
| 16  | Graziano Rossi     | Suzuki |           | 14e  |        |
| 17  | John Woodley       | Suzuki |           | 29e  |        |
| 18  | Max Wiener         | Suzuki | +1 ronde  | 18e  |        |
| 19  | Dick Alblas        | Suzuki | +1 ronde  | 25e  |        |
| 20  | Gerhard Vogt       | Suzuki | +1 ronde  | 31e  |        |
| 21  | Franz Rau          | Suzuki | +1 ronde  | 28e  |        |
| 22  | Cor Scheepens      | Suzuki | +1 ronde  | 26e  |        |
| DNF | Marco Lucchinelli  | Suzuki | motor     | 20e  |        |
| DNF | Bruno Kneubühler   | Suzuki | motor     | 16e  |        |
| DNF | Piet van der Wal   | Yamaha | motor     | 24e  |        |
| DNF | Leslie van Breda   | Suzuki | motor     | 27e  |        |
| DNF | Gianni Rolando     | Suzuki | val       | 22e  |        |
| DNF | Jack Findlay       | Suzuki | motor     | 30e  |        |
| DNF | John Williams      | Suzuki |           | 17e  |        |
| DNS | Virginio Ferrari   | Suzuki |           | 13e  |        |
| DNS | Dave Potter        | Suzuki |           | 21e  |        |
| DNQ | Bo Granath         | Suzuki |           | 32e  |        |
| DNQ | Børge Nielsen      | Suzuki |           | 33e  |        |
| DNQ | Hans Braumandl     | Suzuki |           | 34e  |        |
| DNQ | Jean-Claude Hogrel | BUT    |           | 35e  |        |

## 350 cc
In Assen begon het tijdens de opwarmronde van de 350cc-klasse te regenen en de meeste rijders gingen naar de pit om regenbanden te halen. Niet allemaal echter, en dat zou bepalend zijn voor het wedstrijdverloop. Mick Grant had licht opgesneden slicks en werd slechts zevende, Takazumi Katayama stopte in de elfde ronde en Gregg Hansford werd met zijn slicks slechts achtste. Jon Ekerold reed even aan de leiding, maar werd gepasseerd door Kork Ballington en Gianfranco Bonera, die eerste en tweede werden.

### Uitslag 350 cc
| Pos | Coureur              | Merk            | Tijd      | Grid | Punten |
| --- | -------------------- | --------------- | --------- | ---- | ------ |
| 1   | Kork Ballington      | Kawasaki        | 54' 32" 9 | 3e   | 15     |
| 2   | Gianfranco Bonera    | Yamaha          | +11" 6    | 17e  | 12     |
| 3   | Jon Ekerold          | Yamaha          | +23" 6    | 7e   | 10     |
| 4   | Pentti Korhonen      | Yamaha          | +29" 3    | 20e  | 8      |
| 5   | Christian Sarron     | Yamaha          | +49" 2    | 13e  | 6      |
| 6   | Tom Herron           | Yamaha          | +56" 4    | 5e   | 5      |
| 7   | Mick Grant           | Kawasaki        |           | 2e   | 4      |
| 8   | Gregg Hansford       | Kawasaki        |           | 14e  | 3      |
| 9   | Piet van der Wal     | Yamaha          |           | 26   | 2      |
| 10  | Franco Uncini        | Yamaha          |           | 1e   | 1      |
| 11  | Vic Soussan          | Yamaha          |           | 10e  |        |
| 12  | Eero Hyvärinen       | Yamaha          |           | 23e  |        |
| 13  | Jack Middelburg      | Yamaha          |           | 30e  |        |
| 14  | Bert Struyk          | Yamaha          |           | 19e  |        |
| 15  | Victor Palomo        | Yamaha          | +1 ronde  | 21e  |        |
| 16  | Willem-Jan Nooteboom | Yamaha          | +2 ronden | 29e  |        |
| DNF | Paolo Pileri         | Morbidelli      | val       | 12e  |        |
| DNF | Takazumi Katayama    | Yamaha          | gestopt   | 4e   |        |
| DNF | Michel Rougerie      | Yamaha          |           | 6e   |        |
| DNF | Olivier Chevallier   | Yamaha          |           | 8e   |        |
| DNF | Patrick Fernandez    | Yamaha          |           | 9e   |        |
| DNF | Patrick Pons         | Yamaha          |           | 11e  |        |
| DNF | John Dodds           | Yamaha          |           | 15e  |        |
| DNF | Chas Mortimer        | Yamaha          |           | 16e  |        |
| DNF | Toni Mang            | Kawasaki        |           | 18e  |        |
| DNF | Mario Lega           | Morbidelli      |           | 22e  |        |
| DNF | Walter Villa         | Harley-Davidson | val       | 24e  |        |
| DNF | Alex George          | Yamaha          |           | 25e  |        |
| DNF | Bruno Kneubühler     | Yamaha          |           | 27e  |        |
| DNF | Albert Siegers       | Yamaha          |           | 28e  |        |
| DNQ | Pekka Nurmi          | Yamaha          |           | 31e  |        |
| DNQ | John Newbold         | Yamaha          |           | 32e  |        |
| DNQ | Ron Kirkham          | Yamaha          |           | 33e  |        |
| DNQ | Franz Rau            | Yamaha          |           | 34e  |        |
| DNQ | Lars Johansson       | Yamaha          |           | 35e  |        |
| DNQ | Børge Nielsen        | Yamaha          |           | 36e  |        |

## 250 cc
Net als in de 350cc-klasse was de bandenkeuze van de 250cc-klasse in Assen moeilijk, omdat het weliswaar droog was, maar de baan nog nat. Zo kozen sommigen voor volledige regenbanden, anderen voor intermediates en Kenny Roberts voor een opgesneden slick. Toen Roberts' machine eindelijk aansloeg was het hele veld (behalve Patrick Fernandez) al door de eerste S-bocht verdwenen. Roberts reed echter een geweldige race. Binnen twee ronden meldde hij zich bij de kopgroep en aan het einde van de tweede ronde remde hij Gregg Hansford bij de Geert Timmer-bocht uit om de tweede plaats te grijpen. Ook de leidende Kork Ballington moest eraan geloven en werd uiteindelijk tweede, voor Hansford.

### Uitslag 250 cc
| Pos | Coureur             | Merk            | Tijd      | Grid | Punten |
| --- | ------------------- | --------------- | --------- | ---- | ------ |
| 1   | Kenny Roberts       | Yamaha          | 49' 30" 4 | 1e   | 15     |
| 2   | Kork Ballington     | Kawasaki        | +9" 1     | 4e   | 12     |
| 3   | Gregg Hansford      | Kawasaki        | +37" 7    | 3e   | 10     |
| 4   | Franco Uncini       | Yamaha          | +42" 8    | 8e   | 8      |
| 5   | Paolo Pileri        | Morbidelli      | +1' 12" 7 | 11e  | 6      |
| 6   | Pentti Korhonen     | Yamaha          | +1' 22" 1 | 17e  | 5      |
| 7   | Vic Soussan         | Yamaha          | +1' 33" 9 | 12e  | 4      |
| 8   | Patrick Fernandez   | Yamaha          | +1' 34" 2 | 2e   | 3      |
| 9   | Pekka Nurmi         | Yamaha          |           | 22e  | 2      |
| 10  | Mario Lega          | Morbidelli      |           | 15e  | 1      |
| 11  | Eero Hyvärinen      | Yamaha          |           | 30e  |        |
| 12  | Bert Struyk         | Yamaha          |           | 9e   |        |
| 13  | Chas Mortimer       | Maxton-Yamaha   |           | 18e  |        |
| 14  | Jean-François Baldé | Kawasaki        |           | 10e  |        |
| 15  | Leif Gustafsson     | Yamaha          |           | 16e  |        |
| 16  | Olivier Chevallier  | Yamaha          |           | 13e  |        |
| 17  | Richard Hubin       | Yamaha          |           | 26e  |        |
| 18  | Mar Schouten        | Yamaha          | +1 ronde  | 23e  |        |
| 19  | Rinus van Kasteren  | Yamaha          | +1 ronde  | 28e  |        |
| 20  | Kenny Blake         | Yamaha          | +1 ronde  | 29e  |        |
| DNF | Mick Grant          | Kawasaki        |           | 5e   |        |
| DNF | Christian Estrosi   | Yamaha          |           | 6e   |        |
| DNF | Walter Villa        | Harley-Davidson |           | 21e  |        |
| DNF | Harald Bartol       | HBI             |           | 24e  |        |
| DNF | Harald Merkl        | Yamaha          |           | 27e  |        |
| DNF | John Dodds          | Yamaha          |           | 7e   |        |
| DNF | Toni Mang           | Kawasaki        |           | 19e  |        |
| DNF | Kees van der Kruijs | Yamaha          |           | 25e  |        |
| DNF | Jon Ekerold         | Yamaha          | val       | 20e  |        |
| DNF | Tom Herron          | Yamaha          |           | 14e  |        |
| DNQ | Edi Stöllinger      | Yamaha          |           | 31e  |        |
| DNQ | Louis Weterings     | Yamaha          |           | 32e  |        |
| DNQ | Josef Hage          | Japol           |           | 33e  |        |
| DNQ | Sadao Asami         | Yamaha          |           | 34e  |        |
| DNQ | Eddie Roberts       | Jawa            |           | 35e  |        |
| DNQ | Etienne Geeraerd    | Yamaha          |           | 36e  |        |

## 125 cc
Op de opdrogende baan in Assen vertrok Pier Paolo Bianchi als snelste en hij werd nog even gevolgd door Harald Bartol. Die viel even terug naar de zesde plaats maar verbeterde zich in de race toch weer (hij werd derde). Bianchi viel echter uit en daardoor schoof Eugenio Lazzarini door naar de eerste plaats. Achter hem vochten Maurizio Massimiani en Thierry Espié om de tweede plaats, tot Thierry Espié uitviel. Bartol won de strijd om de derde plaats van Patrick Plisson.

### Uitslag 125 cc
| Pos | Coureur                | Merk       | Tijd      | Grid | Punten |
| --- | ---------------------- | ---------- | --------- | ---- | ------ |
| 1   | Eugenio Lazzarini      | MBA        | 46' 56" 7 | 1e   | 15     |
| 2   | Maurizio Massimiani    | Morbidelli | +32" 1    | 4e   | 12     |
| 3   | Harald Bartol          | Morbidelli | +1' 02" 2 | 3e   | 10     |
| 4   | Patrick Plisson        | Morbidelli | +1' 27" 7 | 10e  | 8      |
| 5   | Jean-Louis Guignabodet | Morbidelli | +1' 38" 3 | 12e  | 6      |
| 6   | Per-Edvard Carlsson    | Morbidelli | +1' 40" 7 | 14e  | 5      |
| 7   | Cees van Dongen        | Morbidelli | +1' 43" 0 | 16e  | 4      |
| 8   | Matti Kinnunen         | Morbidelli |           | 7e   | 3      |
| 9   | Henk van Kessel        | Condor     |           | 13e  | 2      |
| 10  | Bennie Wilbers         | Morbidelli |           | 19e  | 1      |
| 11  | Theo Timmer            | Morbidelli |           | 22e  |        |
| 12  | Walter Koschine        | Bender     |           | 17e  |        |
| 13  | Theo van Geffen        | Morbidelli |           | 11e  |        |
| 14  | Clive Horton           | Morbidelli |           | 15e  |        |
| 15  | Peter van Niel         | Morbidelli | +1 ronde  | 23e  |        |
| 16  | Jan Ubels              | Buton      | +1 ronde  | 28e  |        |
| DNF | Pier Paolo Bianchi     | Minarelli  | val       | 2e   |        |
| DNF | Ángel Nieto            | Bultaco    |           | 8e   |        |
| DNF | Johann Parzer          | Morbidelli | val       | 25e  |        |
| DNF | Marc-Anton Constantin  | Morbidelli |           | 29e  |        |
| DNF | Juup Bosman            | Morbidelli | val       | 9e   |        |
| DNF | Karl Fuchs             | Morbidelli |           | 27e  |        |
| DNF | Hans Müller            | Morbidelli |           | 6e   |        |
| DNF | Rolf Blatter           | Morbidelli |           | 24e  |        |
| DNF | Mar Schouten           | Morbidelli |           | 18e  |        |
| DNF | Pierluigi Conforti     | MBA        |           | 20e  |        |
| DNF | Yves Dupont            | Morbidelli |           | 21e  |        |
| DNF | Jan Huberts            | Morbidelli |           | 26e  |        |
| DNF | Julien van Zeebroeck   | Morbidelli |           | 30e  |        |
| DNF | Thierry Espié          | Motobécane | val       | 5e   |        |
| DNQ | Felice Agostini        | Morbidelli |           | 31e  |        |
| DNQ | Ernst Fagerer          | Morbidelli |           | 32e  |        |
| DNQ | Hans-Jürgen Hummel     | Morbidelli |           | 33e  |        |
| DNQ | Benga Johansson        | Morbidelli |           | 34e  |        |
| DNQ | Bernd Schneider        | Bender     |           | 35e  |        |

## 50 cc
Assen kende in 1978 bijna uitsluitend saaie races en de 50cc-klasse was daar het eerste voorbeeld van. Hoewel Patrick Plisson een goede start had, wist Eugenio Lazzarini uiteindelijk een voorsprong van 24 seconden op te bouwen ten opzichte van Ricardo Tormo, die Plisson ook nog voor bleef.

### Uitslag 50 cc
| Pos | Coureur              | Merk              | Tijd      | Grid | Punten |
| --- | -------------------- | ----------------- | --------- | ---- | ------ |
| 1   | Eugenio Lazzarini    | Van Veen-Kreidler | 32' 32" 2 | 1e   | 15     |
| 2   | Ricardo Tormo        | Bultaco           | +24" 6    | 2e   | 12     |
| 3   | Patrick Plisson      | ABF               | +1' 25" 4 | 3e   | 10     |
| 4   | Peter Looijesteijn   | Kreidler          | +1' 33" 3 | 4e   | 8      |
| 5   | Wolfgang Müller      | Kreidler          | +1' 57" 7 | 7e   | 6      |
| 6   | Ingo Emmerich        | Kreidler          | +2' 09" 4 | 9e   | 5      |
| 7   | Gerrit Strikker      | Kreidler          |           | 17e  | 4      |
| 8   | Rolf Blatter         | Kreidler          |           | 18e  | 3      |
| 9   | Cees van Dongen      | Kreidler          |           | 13e  | 2      |
| 10  | Jacky Hutteau        | Kreidler          |           | 20e  | 1      |
| 11  | Jan Welvaarts        | Kreidler          |           | 21e  |        |
| 12  | Hagen Klein          | Kreidler          |           | 15e  |        |
| 13  | Chris Baert          | Kreidler          |           | 30e  |        |
| 14  | Daniel Corvi         | Kreidler          |           | 29e  |        |
| 15  | Claudio Lusuardi     | Bultaco           |           | 24e  |        |
| 16  | Henk van Kessel      | Sparta            |           | 23e  |        |
| 17  | George Looijesteijn  | Kreidler          |           | 22e  |        |
| 18  | Reiner Scheidhauer   | Kreidler          | +1 ronde  | 11e  |        |
| DNF | Julien van Zeebroeck | Kreidler          |           | 12e  |        |
| DNF | Ton Kooyman          | Hemeyla           | val       | 10e  |        |
| DNF | Adri de Korte        | Kreidler          |           | 25e  |        |
| DNF | Aldo Pero            | Kreidler          |           | 27e  |        |
| DNF | Hans-Jürgen Hummel   | Kreidler          | val       | 16e  |        |
| DNF | Charles Dumont       | Kreidler          |           | 28e  |        |
| DNF | Lennart Lundgren     | Kreidler          |           | 26e  |        |
| DNF | Günter Schirnhofer   | Kreidler          |           | 14e  |        |
| DNF | Yves Le Toumelin     | Kreidler          | val       | 19e  |        |
| DNF | Theo Timmer          | Kreidler          | val       | 5e   |        |
| DNF | Theo van Geffen      | Morbidelli        |           | 8e   |        |
| DNQ | Joaquín Galí         | Bultaco           |           | 31e  |        |

## Zijspanklasse
De meeste spanning van de zijspanklasse in Assen was in de weken vóór de race, toen een aantal rijders dreigden de TT te boycotten als Rolf Biland met zijn "BEO" aan de start zou komen. De race zelf werd nogal saai, vooral nadat Biland met ontstekingsproblemen was uitgevallen. De posities wisselden toen nog alleen door uitvallers: Rolf Steinhausen door een gebroken voorwielophanging en Alain Michel door een gebroken ketting. Werner Schwärzel reed eenzaam op kop en Jean-François Monnin/Paul Gérard namen de tweede plaats van Dick Greasley/Gordon Russell over toen die motorproblemen kregen.

### Uitslag zijspanklasse
| Pos | Coureur              | Bakkenist            | Merk          | Tijd              | Punten            |
| --- | -------------------- | -------------------- | ------------- | ----------------- | ----------------- |
| 1   | Werner Schwärzel     | Andreas Huber        | ARO-Fath      | 46' 12" 7         | 15                |
| 2   | Jean-François Monnin | Paul Gérard          | Seymaz-Yamaha | +46" 7            | 12                |
| 3   | Dick Greasley        | Gordon Russell       | Busch-Yamaha  | +54" 1            | 10                |
| 4   | Bruno Holzer         | Karl Meierhans       | LCR-Yamaha    |                   | 8                 |
| 5   | Göte Brodin          | Per-Erik Wickström   | Windle-Yamaha |                   | 6                 |
| 6   | Yvan Trolliet        | Pierre Muller        | GEP-Yamaha    |                   | 5                 |
| 7   | Hermann Schmid       | Kenny Arthur         | Schmid-Yamaha |                   | 4                 |
| 8   | Boy Brouwer          | Jan Oostwouder       | Coan-Yamaha   |                   | 3                 |
| 9   | Max Venus            | Norbert Bittermann   | CAT-Yamaha    |                   | 2                 |
| 10  | Bill Hodgkins        | John Parkins         | Windle-Yamaha | +1 ronde          | 1                 |
| 11  | Hermann Huber        | Bernhard Schappacher | König         |                   |                   |
| DNF | Rolf Steinhausen     | Wolfgang Kalauch     | Seymaz-Yamaha | voorwielophanging | voorwielophanging |
| DNF | Fred Draaisma        | Jan van Veen         | König         |                   |                   |
| DNF | Amedeo Zini          | Andrea Fornaro       | König         | ongeluk           |                   |
| DNF | Siegfried Schauzu    | Lorenzo Puzo         | Busch-Yamaha  |                   |                   |
| DNF | Rolf Biland          | Kenneth Williams     | BEO-Yamaha    | ontsteking        |                   |
| DNF | Alain Michel         | Stuart Collins       | Seymaz-Yamaha | kettingbreuk      | kettingbreuk      |

1925 · 1926 · 1927 · 1928 · 1929 · 1930 · 1931 · 1932 · 1933 · 1934 · 1935 · 1936 · 1937 · 1938 · 1939 · 1940–1945 · 1946 · 1947 · 1948 · 1949 · 1950 · 1951 · 1952 · 1953 · 1954 · 1955 · 1956 · 1957 · 1958 · 1959 · 1960 · 1961 · 1962 · 1963 · 1964 · 1965 · 1966 · 1967 · 1968 · 1969 · 1970 · 1971 · 1972 · 1973 · 1974 · 1975 · 1976 · 1977 · 1978 · 1979 · 1980 · 1981 · 1982 · 1983 · 1984 · 1985 · 1986 · 1987 · 1988 · 1989 · 1990 · 1991 · 1992 · 1993 · 1994 · 1995 · 1996 · 1997 · 1998 · 1999 · 2000 · 2001 · 2002 · 2003 · 2004 · 2005 · 2006 · 2007 · 2008 · 2009 · 2010 · 2011 · 2012 · 2013 · 2014 · 2015 · 2016 · 2017 · 2018 · 2019 · 2021 · 2022 · 2023 · 2024 · 2025